# أنديلي جالي
أنديلي إرنست جالي (بالإنجليزية: Andile Jali)‏ (مواليد 10 إبريل 1990) هو لاعب كرة قدم جنوب أفريقي يلعب حاليًا لصالح نادي أوستند البلجيكي.
مثل جالي منتخب جنوب أفريقيا تحت 20 سنة في كأس العالم تحت 20 سنة 2009 في مصر. وفي 2010، استدعي لقائمة منتخب جنوب أفريقيا المبدأية المكونة من 30 لاعب للمشاركة في كأس العالم 2010 لكنه لم ينضم للقائمة النهائية بسبب بعض مشاكل القلب.
كما صنع جالي ورفاقه في أورلاند بارتس تاريخ كرة القدم الجنوب أفريقية بفوزهم بثلاث بطولات في موسم واحد مع المدرب الهولندي رود كرول. وتمكنوا ثانية في الموسم التالي من الاحتفاظ بلقب بطولتين من ألقاب الموسم السابق بالإضافة لفوزهم ببطولة أخرى ليحرزوا ثلاثية ثانية على التوالي.

## الأهداف الدولية
| # | التاريخ       | الملعب        | المنافس | الهدف | النتيجة | البطولة                         |
| - | ------------- | ------------- | ------- | ----- | ------- | ------------------------------- |
| 1 | 4 سبتمبر 2011 | نيامي، النيجر | النيجر  | 1–2   | 1–2     | تصفيات كأس الأمم الأفريقية 2012 |

## فردية
- الدوري الجنوب أفريقي الممتاز: أفضل لاعب في البطولة 2011

## روابط خارجية
- أنديلي جالي على فرق كرة القدم الوطنية.كوم
- أنديلي جالي على موقع الاتحاد الدولي (مؤرشف)  (الإنجليزية)
- أنديلي جالي على موقع إي إس بي إن إف سي (الإنجليزية)
- أنديلي جالي على موقع قاعدة بيانات كرة القدم.إي يو (الإنجليزية)
- أنديلي جالي على موقع ناشيونال فوتبول تيمز (الإنجليزية)
- أنديلي جالي على موقع Soccerway.com (الإنجليزية)
- صفحة اللاعب على سوكرواي
- صفحة اللاعب على إي إس بي إن